# Monte Naranco
Monte Naranco is een berg in Oviedo, Spanje. De berg is voornamelijk bekend omwille van de Subida al Naranco (letterlijk: beklimming van de Naranco) en de Ronde van Spanje waarvoor het verscheidene keren als aankomstplaats diende.

## Aankomst Ronde van Spanje
- 1974:  José Manuel Fuente
- 1984:  Julian Gorospe
- 1986:  Marino Lejarreta
- 1988:  Álvaro Pino
- 1990:  Alberto Camargo
- 1991:  Laudelino Cubino
- 1992:  Francisco Javier Mauleón
- 1993:  Tony Rominger
- 1994:  Bart Voskamp
- 1995:  Laurent Jalabert
- 1996:  Daniele Nardello
- 1997:  Jose Vicente Garcia Acosta
- 2013:  Joaquim Rodríguez
- 2016:  David de la Cruz